# Shin-chan: Los adultos contraatacan
Shin Chan: ¡Los adultos contraatacan! (クレヨンしんちゃん 嵐を呼ぶ モーレツ!オトナ帝国の逆襲 Crayon Shin-chan: Arashi wo yobu - Môretsu! Otona Teikoku no Gyakushû?), es una película de animación japonesa basada en el manga y anime Shin Chan, siendo la novena película de este personaje. 
La película se estrenó en 2001 en Japón y tiene una duración de 89 minutos. En España fue estrenada en los cines el 2 de febrero de 2007, y puesta a la venta en DVD el 20 de junio de ese mismo año. Su título hace referencia a la quinta película de Star Wars, El Imperio Contraataca.

## Sinopsis
El espectacular "Parque del Siglo XX" es el lugar ideal para que los adultos recuperen los momentos más felices de sus vidas. Sus creadores, Ken y Chako, son dos nostálgicos empeñados en reconstruir las formas de vida de hace décadas. Para ello han creado una sustancia que hipnotiza a los adultos y los atrae hacia una ciudad que recrea el siglo pasado. El ejército de Kasukabe, liderado por Shin Chan, emprende una nueva misión: averiguar qué está pasando y traer de vuelta a los adultos. En su aventura les esperan peligros, situaciones delirantes y acción frenética.

## Trama
El antiguo recinto de la exposición universal de Osaka es ahora un moderno parque temático dedicado por completo a recordar el siglo XX. Las películas, los inventos y las costumbres del siglo pasado se muestran en todo su atractivo en el espectacular "Parque del Siglo XX". Este es el lugar ideal para que los adultos recuperen los momentos más felices de sus infancias.
Shinnosuke y su familia asisten al parque. Aunque los adultos como Hiroshi y Misae están llenos de fascinación y emoción, los niños como Shin Chan y Himawari están desinteresados y preocupados por la nostalgia de sus padres. A medida que esto ocurre, Ken y Chako discuten los planes para "deshacerse del olor del siglo XXI". Ken y Chako, creadores y dueños del parque, son una pareja de nostálgicos empeñados en reconstruir las formas de vida del siglo pasado. Para ello han creado la esencia del pasado, una sustancia que hipnotiza a los adultos y los convierte en niños despreocupados de todas sus obligaciones. Con esta planean atraerlos al parque y devolverlos al siglo pasado para que disfruten de su infancia. Esto tiene efecto durante la noche, cuando tras ver un anuncio del parque anunciando que van a recoger a los adultos, Hiroshi y Misae se van a dormir de repente sin cenar ni dar explicaciones. Esto ocurre en todos los edificios de Kasukabe.
Al día siguiente, Shin Chan descubre que Hiroshi y Misae se han vuelto muy toscos e irresponsables. Después de salir airadamente de la casa para ir a la guardería, Shin Chan (llevando a Himawari con él) descubre que todos los adultos actúan como niños; esto incluso se extiende a la guardería a la que va. De repente, aparecen camiones que se llevan a los adultos a un lugar donde solo existe el siglo XX, provocando que todos los adultos de Kasukabe abandonen la ciudad en masa. Los niños y niñas son los únicos habitantes que quedan. Shin Chan y sus amigos se reúnen en su casa para discutir los eventos que ocurren en su ciudad natal. No solo descubren que los niños están tratando de sobrevivir sin sus padres, sino que los medios de comunicación que están viendo y escuchando están volviendo al siglo XX; esto solo empeora cuando se va la electricidad.
Esa misma noche, aparecen camiones y varios oficiales del parque del siglo XX llegan a la ciudad para recoger a los niños que quieran volver a ver a sus padres, pero Shin Chan, sus amigos, y otros niños de Kasukabe desconfían de estos y se deciden quedar en la ciudad, a sabiendas de que es una trampa y de que los oficiales volverán a la mañana del día siguiente. Después de decidir no quedarse donde están, Shin Chan, Himawari, Nevado y el resto del ejército de Kasukabe se esconde en unos grandes almacenes, donde se quedan a dormir.
Al día siguiente, Shin Chan y sus amigos se dan cuenta de que se han quedado dormidos y deben irse inmediatamente. Después de no poder esconderse de los secuaces del parque (incluidos varios adultos que Shin Chan conoce), Shin Chan, sus amigos y lo que queda de su familia inician su huida. Para escapar, se hacen con el autobús del colegio, que logran conducir, y tras una persecución, logran despistar a los adultos. Sin embargo, descubren que se están dirigiendo al parque del siglo XX, y todos en el autobús deciden encontrar y confrontar a sus padres. Después de estrellar el autobús dentro del edificio, los amigos de Shin Chan son capturados. Sin embargo, Shin Chan, Himawari y Nevado logran escapar. Estos logran encontrar a su padre.
Allí, Shin Chan descubre que el olor del siglo XX afecta a los adultos, y decide utilizar el mal olor de los pies de su padre para neutralizar la "esencia del pasado". Él coge un zapato de Hiroshi y utiliza su olor para hacerle recordar que es su padre. Entonces, Hiroshi recuerda toda su vida, desde que era un niño hasta que se convierte en un padre de familia, dándose cuenta de que las dificultades de envejecer le dieron la familia que ama, y vuelve a la realidad con éxito mientras rompe a llorar y abraza a su hijo. Hacen lo mismo con Misae y consiguen volver a ser una familia unida. Entonces, Ken decide llevar a Shin Chan y su familia reunida a la fuente del siglo XX. Explica que su máquina lanzará el olor del siglo XX, gracias a la esencia de las personas que viven en el falso siglo XX. Debido a esto, la familia Nohara debe detener el malvado plan antes de que sea demasiado tarde, e intenta impedir que todo el mundo acabe retrocediendo al siglo anterior, decidida a no renunciar a su futuro. Uno por uno, la familia Nohara distrae a los secuaces para ganar tiempo, siendo Shin Chan el último que queda en pie. Con el futuro en juego, Shin Chan se precipita desesperadamente a la sala de control.
Aunque Shin Chan no llega a la sala de control antes que Ken y Chako, sus acciones y las de su familia hacen que los ciudadanos de Okaso se den cuenta de que quieren volver al futuro. Como resultado, la esencia del siglo XX está desapareciendo. A pesar de que aceptan su derrota, Ken y Chako no pueden aceptar el futuro; por lo tanto, intentan suicidarse en la parte superior del edificio. Pero cuando intentan actuar, son detenidos por una paloma que protege a su familia. Con sus acciones suicidas detenidas, Ken y Chako se dan cuenta de que ellos también deben encontrar un lugar para vivir. Finalmente, varios niños y adultos se reúnen para ser enviados de vuelta a su ciudad natal. La película termina con la familia Nohara y las demás familias volviendo a su casa, Kasukabe, donde les espera el futuro.

## Personajes

### Personajes de la serie
- Shin Chan
- Hiroshi Nohara
- Misae Nohara
- Himawari Nohara
- Masao Satō
- Nene Sakurada
- Boo-chan
- Tooru Kazama
- Nevado/Shiro

### Personajes invitados
- Ken
- Chako

## Reparto
- Akiko Yajima como Shinnosuke Nohara
- Keiji Fujiwara como Hiroshi Nohara
  - Yūko Mita como Hiroshi (niño)
- Miki Narahashi como Misae Nohara
- Satomi Kōrogi como Himawari Nohara
- Masane Tsukayama como Ken
- Ai Kobayashi como Chaco
- Rokurō Naya como Bunta Takakura (el director)
- Mari Mashiba como Toru Kazama y Nevado
- Tamao Hayashi como Nené Sakurada
- Teiyū Ichiryūsai como Masao Satō
- Chie Satō como Bo "Boo-chan"
- Nobutoshi Canna como Hero Sun
- Chafurin como Razaya Dan
- Ginzō Matsuo como Ginnosuke Nohara, el padre de Hiroshi
- Chie Kitagawa como Tsuru Nohara, la madre de Hiroshi.

## Recepción

### Crítica
En Japón y Corea, donde Shin Chan es uno de los animes más reconocidos de todos los tiempos, la película no solo es considerada como una de las mejores películas de Crayon Shin-Chan, sino como una de las mejores películas animadas de la historia, incluso ocupando el cuarto lugar en la lista de películas de anime más importantes de todos los tiempos de Kinema Junpo (la película con la calificación más alta no dirigida por Hayao Miyazaki), y el puesto 103 en su lista de las mejores películas japonesas de todos los tiempos.
En particular, los temas de la película sobre la reminiscencia, la nostalgia y el pasado frente al futuro han sido ampliamente elogiados, especialmente la ejecución de la idea de que los adultos se adhieren a la nostalgia del siglo XX en contraste con los niños que crecen en el amanecer del siglo XXI. La escena de la reminiscencia de Hiroshi en particular, es considerada como una de las mejores escenas de animación en los países en los que la película se estrenó, y ha sido comparada con la secuencia de apertura de Up por su impacto emocional incluso en adultos.
En la página web e-cartelera, donde se analizaron las veintitrés películas de Shin Chan estrenadas hasta entonces en el mundo hispano, la película obtuvo el primer puesto en la lista como la mejor película del personaje, siendo descrita como "esa pequeña obra maestra de la saga" y "la producción más notable de la franquicia".
El escritor Kazuki Nakashima de Gurren Lagann y Kill la Kill, elogió esta y la siguiente película de Shin Chan, y más tarde escribió la 22ª película de Shin-Chan.

### Taquilla
La película recaudó 1.445 millones de yenes en la taquilla japonesa. Según Box Office Mojo, la película recaudó 10.392.896 dólares en total, a escala internacional.

### Honores
- Las mejores películas de anime de todos los tiempos (Kinema Junpo) #4[15]
- Las mejores películas japonesas de todos los tiempos (Kinema Junpo) #103[7]
- La película fue votada como la mejor película de Crayon Shin-chan en el vigésimo aniversario de la serie, en una ceremonia de premiación llamada "Bakademy Awards" en 2012.[16][17][18]
- 日本のメディア芸術100選 Sección Anime Rango #19[19]

## Curiosidades
- La película es la novena parte de la saga de Shin Chan, por lo que su predecesora es Shin Chan: Perdidos en la jungla, y su sucesora es Shin Chan: El pequeño samurái.
- El antagonista de la película guarda un gran parecido con John Lennon.
- El propio título de la película, como ya se ha mencionado, es un homenaje a la quinta entrega de una de las sagas cinematográficas que marcaron la segunda década del siglo: Star Wars.
- La película hace varias referencias al siglo XX:
  - El nombre de los antagonistas tiene su origen en una serie infantil emitida en Japón durante los años 80, y que estaba protagonizada por dos niños. Se trata de "Chako-chan Ken-chan" (ケンちゃんチャコちゃん).
  - Aparecen constantemente objetos típicos de este siglo: gramófonos, videocassettes, así como coches típicos del siglo pasado, como el Toyota 2000GT.
  - A lo largo de la película suena bastantes veces la canción "Yesterday Once More", de The Carpenters, una pareja estadounidense popular en los 70.
  - No faltan referencias a personajes clásicos del Japón de finales de siglo, como el mangaka Fujio Akatsuka (赤塚 不二夫), la serie Ultraman (ウルトラマン), ambientada en los 60, o el cómico Kazuki Kosakai (小堺一機).